# Terutung Megara Asli
Terutung Megara Asli is een bestuurslaag in het regentschap Aceh Tenggara van de provincie Atjeh, Indonesië. Terutung Megara Asli telt 644 inwoners (volkstelling 2010).